# Dice of Destiny
Dice of Destiny è un film muto del 1920 diretto da Henry King. Prodotto dalla Jesse D. Hampton Productions, il film aveva come interpreti H.B. Warner, Lillian Rich, Howard Davies, Harvey Clark, J.P. Lockney, Claude Payton, Frederick Huntley, Rosemary Theby.

Nel 1925, ne fu fatto un remake con The People vs. Nancy Preston per la regia di Tom Forman. Ambedue i film si basano su The People Against Nancy Preston, romanzo di John A. Moroso pubblicato a New York nel 1921.

## Trama
Uscito dal carcere dopo avere scontato la condanna per un crimine che non aveva commesso, Jimmy Doyle decide di rigare dritto per amore della sua ragazza, Nancy Preston. Ma minaccia anche di ammazzare James Tierney, il detective che lo aveva incastrato, se questi continuerà a perseguitarlo con le sue false accuse. Tradito dai suoi ex complici, Doyle viene rimandato in prigione ma scappa in tempo per salvare Nancy da Dave Monteith, uno dei suoi vecchi soci. Quando però Monteith viene ucciso da uno dei suoi, i sospetti dell'omicidio cadono su Doyle che fugge, cercando rifugio in una piccola città, insieme a Nancy.

Passa il tempo. Doyle, che ha studiato medicina, è diventato un medico, assistente nell'ospedale di suo zio. Tierney, sempre sulle sue tracce, riesce a stanarlo. Ma, prima di poterlo arrestare, viene colto da un attacco di appendicite. Sarà Doyle a operarlo e a salvargli la vita, resistendo alla tentazione di liberarsi definitivamente del suo persecutore. Quando, in seguito, arriverà la notizia che il vero assassino di Monteith è stato assicurato alla giustizia, l'investigatore se ne andrà via, lasciando finalmente in pace la coppia.

## Produzione
Il film, girato con il titolo di lavorazione Going Straight, fu prodotto dalla Jesse D. Hampton Productions.

## Distribuzione
Il copyright del film, richiesto dalla Pathé Exchange, Inc., fu registrato il 10 novembre 1920 con il numero LU15784.

Distribuito dalla Pathé Exchange, il film uscì nelle sale statunitensi il 5 dicembre 1920. Nel Canada, fu presentato in prima a Regina, nel Saskatchewan, il 5 giugno 1922.
Non si conoscono copie ancora esistenti della pellicola che viene considerata presumibilmente perduta.